# Allocerellus inquirendus
Allocerellus inquirendus är en stekelart som beskrevs av Filippo Silvestri 1915. Allocerellus inquirendus ingår i släktet Allocerellus och familjen sköldlussteklar.
Artens utbredningsområde är Eritrea. Inga underarter finns listade i Catalogue of Life.